# MEASAT Satellite Systems
MEASAT Satellite Systems Sdn., korábban Binariang Satellite Systems Sdn (BHD).

## Történelem
Malajzia miniszterelnöke, Dr. Mahathir bin Mohamad 1993-ban felszólította a kormányt, hogy tegyék lehetővé a kommunikációs szolgáltatások kiterjesztését Malajziában és a régióban. A jogszabályok módosításával lehetőséget kell teremteni a magáncégek részvételét is a távközlési műholdak építésére, üzemeltetésére.  A kormány 1993-ban létrehozta a Binariang Sdn. (BHD) vállalatot, amely egy malajziai távközlési műhold-üzemeltető, tulajdonosa és üzemeltetője a MEASAT (Malaysia East Asia Satellite) műholdaknak.
A BHD 1994. május 17-én szerződést kötött a Hughes Space and Communications Company-val (ma Boeing Satellite Systems), hogy építsenek kettő kommunikációs műholdat. A program neve a  "Malajzia Kelet-Ázsia Műhold" program, röviden "MEASAT". A program célja, hogy Malajziában, a Fülöp-szigeteken és Indonéziában közvetlen kommunikációs (telefon, televízió, adatátviteli és üzleti hálózatok, oktatás) szolgáltatásokat biztosítsanak. BHD az első mobil szolgáltató Malajziában, ami teljes digitális szolgáltatásokat kínál. A műholdak megépítése mellett kiképzésre kerültek a hazai központi adó-vevő állomások kezelői. A műholdprogram meggyorsította a számítógépes hálózatok növekedését, a felhasználó cégek és magánszemélyek létszámát.
2006-tól a MEASAT műholdas hálózat három geostacionárius pályán űreszközt: MEASAT–1, MEASAT–2 (AFRICASAT–2), illetve MEASAT–3  üzemeltet. A MEASAT–3 pozíciója lehetővé teszi, hogy a világ népességének 70%-a hozzáférhessen a szolgáltatásokhoz.

## Műholdak

### MEASAT–1
A műhold a Boeing 376 HP modell platformjára épült. Az első maláj távközlési műhold. Szolgálati idejét 12 évre tervezték. 2007. november 13-án eredeti helyén beszüntette működését, új helyén 2007. december 25-én megkezdte szolgálatát. 2008. január 1-jétől alkalmazzák az AfricaSat–1  vagy Afrisat–1 elnevezéseket. Szolgálati élettartamát újabb 11 évre meghosszabbították.

### MEASAT–2
A műhold a Boeing 376 HP modell platformjára épült, az MEASAT–1 másodpéldánya (pályára állítást követően társműhold). Az űreszköz a második kommunikációs műholdja a MEASAT flottának. Szolgálati idejét 11 évre tervezték. 2010-től új pozíciójában alkalmazzák az Africasat–2  vagy Afrisat–2 elnevezéseket. A kezdeti tömege 1512 kilogramm.

### MEASAT–3
A műhold a Boeing 601 HP modell platformjára épült. Az űreszköz a harmadik kommunikációs műholdja a MEASAT flottának. Szolgálati idejét 15 évre tervezték. A kezdeti tömege 4765 kilogramm.

### MEASAT–3A
Építette az Orbital Sciences Corporation, a műhold egy Star–2 modell platformjára épült. Az űreszköz a negyedik kommunikációs műholdja a MEASAT flottának. Szolgálati idejét 15 évre tervezték. 2008 júniusában lett volna az indítás eredeti ideje, de az indítóállvány egyik futódaruja megsértette a hajtóanyagtartályt. A műholdat fertőtlenítés, ellenőrzés céljából visszaszállították Amerikába. Egész Afrikában, Kelet-Európában, Közel-Keleten, Ázsiában és Ausztráliában közvetlen televíziós, valamint általános kommunikációs szolgáltatásokat biztosít.

### MEASAT–3B
Az űreszköz a ötödik kommunikációs műholdja a MEASAT flottának. Szolgálati idejét 15 évre tervezték. Feladata folytatni a nemzeti- és nemzetközi (Malajzia, Indonézia, India, Ausztrália) kommunikációs szolgáltatást. Várható indításának ideje 2014. május 29. vagy június 6.

### MEASAT–3C
Az űreszköz a hatódik kommunikációs műholdja a MEASAT flottának. Feladata folytatni a nemzeti- és nemzetközi (Malajzia, Indonézia, India, Ausztrália) kommunikációs szolgáltatást. Indításkor társműholdként az ausztrál Jabiru–1 műholdat is pályamagasságba emelik.